# Soulsby Service Station
O Soulsby Service Station é um posto de gasolina histórico em Mount Olive, Illinois. O posto está localizado ao longo da histórica U.S. Route 66 e é o mais antigo posto de serviço utilizável na rodovia em Illinois. Ele serve como exemplo de design de posto de gasolina com casa e cobertura.
Henry Soulsby construiu o posto em 1926 depois que uma lesão o forçou a deixar o setor de mineração e o operou com seus filhos Russell e Ola Soulsby. Seu filho Russell, um técnico de comunicações navais da Segunda Guerra Mundial, operou um negócio de conserto de rádio e TV no posto quando a Interstate 55 desviou o tráfego da rodovia do local no final da década de 1950.
O posto parou de operar em 1991 e fechou em 1993; atualmente existem planos para reabri-lo como um museu.